# 滋賀県道247号能登瀬岩脇線
滋賀県道247号能登瀬岩脇線（しがけんどう247ごう のとせいおぎせん）は、滋賀県米原市を通る一般県道である。

## 概要
米原市能登瀬から米原市岩脇に至る。
米原市北西部にある東西の県道。

### 路線データ
- 起点：米原市能登瀬（滋賀県道246号大鹿寺倉線交点）
- 終点：米原市岩脇（岩脇西交差点、滋賀県道234号朝妻筑摩近江線交点、滋賀県道556号長浜近江線終点）
- 総延長：3.0 km

## 路線状況

### 道路施設

#### 橋梁
- 箕浦橋（天野川、米原市）

## 地理

### 通過する自治体
- 米原市

### 交差する道路
| 交差する道路                                        | 交差する場所 | 交差する場所        |
| --------------------------------------------------- | ------------ | ------------------- |
| 滋賀県道246号大鹿寺倉線                             | 能登瀬       | 起点                |
| 国道8号                                             | 岩脇         | [ 注釈 1 ]          |
| 滋賀県道234号朝妻筑摩近江線 滋賀県道556号長浜近江線 | 岩脇         | 岩脇西交差点 / 終点 |

### 交差する鉄道
- 東海道新幹線

### 沿線
- 善性寺
- 息長郵便局
- 米原市立息長小学校、ひがし保育所
- 箕浦城跡
- 福井化成 長浜営業所